# Diocese de La Rochelle
A Diocese de La Rochelle e Saintes (em latim: Dioecesis Rupellensis et Santonensis; em francês:  Diocèse de La Rochelle et Saintes) é uma diocese do rito latino da Igreja Católica Romana na França. A diocese compreende o departamento de Charente-Maritime e a coletividade francesa de São Pedro e Miquelão no exterior. O bispo é um sufragão do arcebispo de Bordeaux. A sede episcopal fica na Catedral de La Rochelle. A Catedral de Saintes é uma co-catedral.

## História
A diocese de La Rochelle foi erguida em 4 de maio de 1648.  A diocese de Maillezais foi transferida em 7 de maio de 1648 para La Rochelle. Essa diocese antes da Revolução Francesa, além de Maillezais, incluía os atuais distritos de Marennes, Rochefort, La Rochelle e uma parte de Saint-Jean-d'Angély.
Durante a Revolução Francesa, a Diocese de Saintes e a Diocese de La Rochelle foram combinadas na Diocese de Charente-Inferieure, sob a direção de um Bispo Constitucional, assalariado e responsável perante a República Francesa. Houve um cisma com Roma e o papa. Em 15 de julho de 1801, o papa Pio VII assinou uma nova Concordata com o primeiro cônsul Napoleão Bonaparte, que havia derrubado a Diretoria no golpe de 18 Brumário (9 de novembro de 1799); os termos incluíam a supressão das dioceses de Saintes e Luçon, realizada em 29 de novembro de 1801. Todo o território da ex- diocese de Saintes, exceto a parte em Charente pertencente à diocese de Angoulême, e toda a diocese de Luçon, foram adicionados à diocese de La Rochelle.
Em 1821, uma sede foi novamente estabelecida em Luçon, e tinha sob sua jurisdição, além da ex-diocese de Luçon, quase toda a ex-diocese de Maillezais; para que Maillezais, uma vez transferido para La Rochelle, não pertença mais à diocese, hoje conhecida como La Rochelle et Saintes.

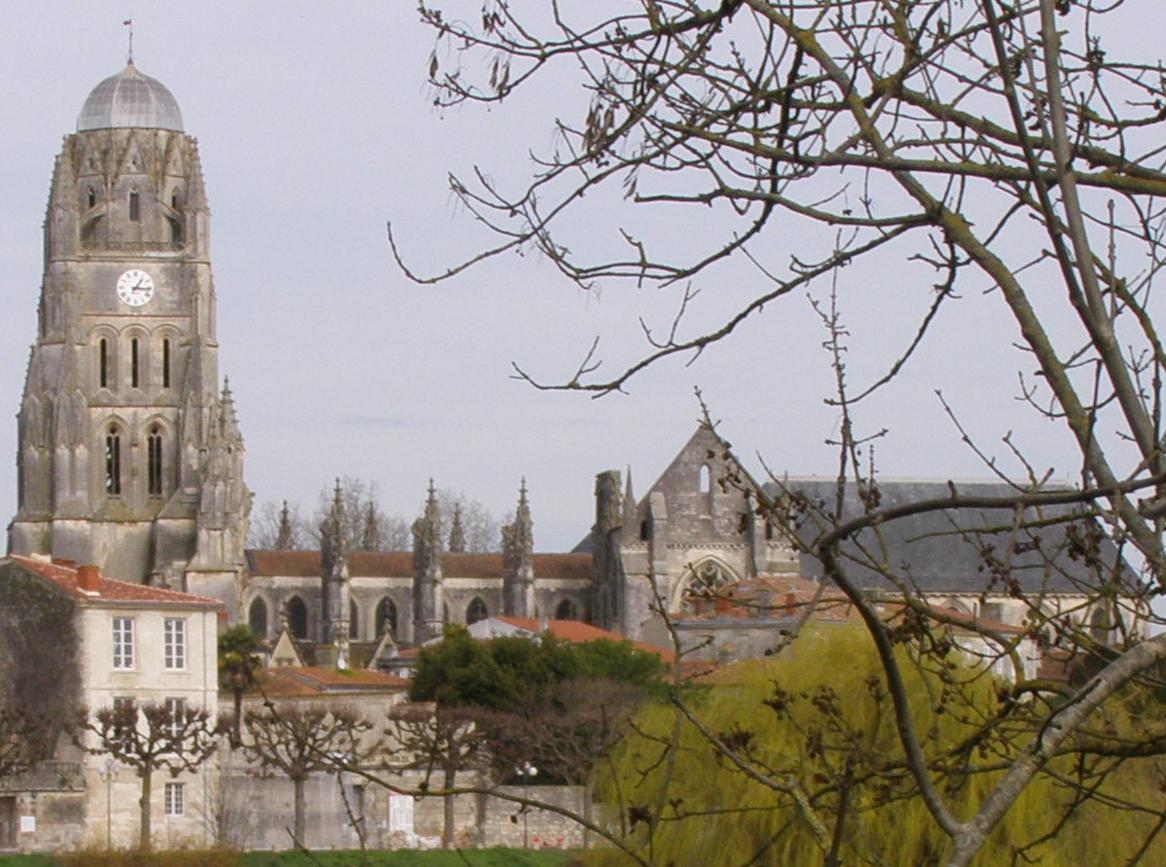
Catedral de Saintes é a co-catedral da diocese

St. Louis da França é o santo titular da catedral de La Rochelle e o patrono da cidade. Santo Eutrópio, primeiro bispo de Saintes, é o principal patrono da atual diocese de La Rochelle. Nesta diocese são especialmente honrados: St. Gemme, mártir (século desconhecido); São Serônio, mártir (terceiro século); São Martinho, abade do mosteiro de Saintes (século V); St. Vaise, mártir cerca de 500; São Maclovius (Malo), primeiro bispo de Aleth, Bretanha, que morreu em Saintonge por volta de 570; São Amand, bispo de Maastricht (século VII).
Desde 1534, La Rochelle e a província de Aunis eram um centro do calvinismo. Em 1573, a cidade resistiu com sucesso ao duque de Anjou, irmão de Carlos IX da França, e permaneceu a principal fortaleza dos huguenotes na França. Mas, em 1627, a aliança de La Rochelle com os ingleses provou a Luís XIII e Richelieu que a independência política dos protestantes seria uma ameaça à França; o famoso cerco de La Rochelle (5 de agosto de 1627 a 28 de outubro de 1628), no decurso do qual a população foi reduzida de 18.000 habitantes para 5.000, terminou com uma capitulação que pôs fim às reivindicações políticas da minoria calvinista.
O capítulo da catedral de Saint-Louis era composto por oito dignitários e vinte cânones. Os dignitários foram o reitor (eleito pelo capítulo), o tesoureiro, o almoner, o grande arquidiácono, o arquidiácono de Fontenay, o cantor, o subcantor e o arquidiácono de Bressuire - todos nomeados pelo bispo. Um seminário foi estabelecido por ordem real, com uma renda de 3000 libras, derivado de uma avaliação de todos os benefícios da diocese. O seminário foi confiado aos jesuítas em 1694 pelo bispo de la Frezelière, dois dos quais irmãos eram jesuítas.
Durante a Revolução Francesa, quando a Constituição Civil do Clero instituiu uma igreja nacional, a nação foi re-dividida em dioceses que correspondiam, tanto quanto possível, aos departamentos civis em que a administração do estado estava dividida, a diocese de Saintes e a diocese de La Rochelle foram combinadas na diocese de Charente-Inferieure. Tanto o bispo de La Rochefoucauld quanto o bispo de Coucy se recusaram a prestar juramento de lealdade à Constituição Civil, conforme exigido por lei. Eles foram, portanto, depostos. Os eleitores de Charente-Infeurieure reuniram-se em 27 de fevereiro de 1791 e elegeram Pe. Isaac-Étienne Robinet, o curado de Saint-Savinien-du-Port como seu bispo constitucional. Ele entrou formalmente em Saintes em 31 de março e tomou posse formal da catedral em 10 de abril. Ele despertou os sentimentos anticlericais da população contra os não jurados, mas, uma vez despertados, eles se voltaram contra todo o clero, incluindo Robinet. O bispo Robinet renunciou em 6 de dezembro de 1793 e passou a residir com seu irmão em Torxé, onde morreu em 8 de setembro de 1797.
Em 1 de março de 2018, o Vicariato Apostólico de São Pedro e Miquelão, que existia desde 1763, foi suprimido e a coletividade francesa no exterior São Pedro e Miquelão foi adicionada a esta diocese.

## Prelados
- 1648–1661 Jacques Raoul da Guibourgère[5]
- 1661-1693 Henri de Laval de Boisdauphin
- 1693–1702 Charles-Madeleine Frézeau de Frézelière[6]
- 1702-1724 Etienne de Champflour
- 1725-1729 Jean-Antoine de Brancas (mais tarde arcebispo de Aix)[7]
- 1730–1767 Augustin Roch de Menou de Charnisai
- 1768–1789 François-Emmanuel de Crussol d'Uzès[8]
- 1789–1801 (1816) Jean-Charles de Coucy[9]
  - 1791-1793 Isaac-Étienne Robinet (bispo constitucional)
- 9 de abril a 20 de novembro de 1802 Michel-François Couët du Vivier de Lorry[10]
- 1802–1804 Jean-François Demandolx (transferido para Amiens )[11]
- 1804–1826 Gabriel-Laurent Paillou (x)[12]
- 1827-1835 Joseph Bernet (posteriormente arcebispo de Aix )[13]
- 1835-1856 Clément Villecourt[14] (nomeado cardeal em 1855)[15]
- 1856–1866 Jean-François Landriot (transferido para Reims)
- 1867–1883 Léon-Benoit-Charles Thomas[16] (posteriormente arcebispo de Rouen)
- 1884–1892 Pierre-Marie-Etienne-Gustave Ardin[17] (posteriormente arcebispo de Sens)[18]
- 1892–1901 François-Joseph-Edwin Bonnefoy[19] (posteriormente arcebispo de Aix)
- 1901–1906 Emile-Paul-Angel-Constant Le Camus[20]
- 1906–1923 Jean-Auguste-François-Eutrope Eyssautier[21]
- 1923-1937 Eugène Curien
- 1938–1955 Louis Liagre
- 1955–1963 Xavier Morilleau
- 1963-1979 Félix-Marie-Honoré Verdet
- 1979-1983 François-Marie-Christian Favreau
- 1985–1996 Jacques Louis Antoine Marie David
- 1996–2006 Georges Paul Pontier (também arcebispo de Marselha)
- 2006–2016 Bernard Housset
- 2016–atual Georges Colomb

### Estudos
- Bochert de Saron, Jean Jacques; Étienne de Champflour; Cardinal Louis Antoine de Noailles (1711). L'Intrigue découverte, ou Réflexions sur la lettre de M. l'abbé Bochart de Saron à M. l'évêque de Clermont, & sur un modéle de lettre au Roi. Avec quelques pièces concernant le différent d'entre M. le Cardinal de Noailles ...&les évêques du Luçon & de la Rochelle (em francês). [S.l.: s.n.]
- Cholet, Paul-François-Etienne (1862). Notice historique sur la Cathédrale de la Rochelle. J. Deslandes (em francês). La Rochelle: [s.n.]
- Jean, Armand (1891). Les évêques et les archevêques de France depuis 1682 jusqu'à 1801. A. Picard (em francês). Paris: [s.n.] pp. 147–152
- Pérouas, Louis (1964). Le diocèse de La Rochelle de 1648 à 1724. Sociologie et Pastorale. Paris: [s.n.]
- Relation du différend entre M. le cardinal de Noailles, archevêque de Paris, et Messieurs les évêques de Luçon [J. F. de l'Escure de Valderil] et de La Rochelle [Etienne Champflour], et de Gap [F. Berger de Malissolles] (em francês). [S.l.: s.n.] 1712
- Riou, Yves-Jean (1985). La cathédrale Saint-Louis de LaRochelle. Secrétariat régional de l'Inventaire général. Col: Inventaire général des monuments et des richesses artistiques de la France. Commission régionale de Poitou-Charentes (em francês). Poitiers: [s.n.] ISBN 978-2-905764-00-3
- Sévestre, Émile (1905). L'histoire, le texte et la destinée du Concordat de 1801. Lethielleux. Paris: [s.n.]